# Симон фон Лихтенберг
Симон (Симунд) фон Лихтенберг (на немски: Simon (Simund, Simunt) von Lichtenberg; † 23 юни 1380) от младата линия Лихтенберг е господар на Лихтенберг в Елзас и фогт на Страсбург.
Той е син на Йохан III фон Лихтенберг († 1327), фогт на Страсбург и Елзас, и съпругата му Матилда (Метца) фон Саарбрюкен († сл. 1322), дъщеря на граф Йохан I фон Саарбрюкен († 1341). Брат е на Йохан († 1365), който от 1353 г. е епископ на Страсбург.
Симон управлява от 1327 г. под регентството на чичо му Лудвиг III фон Лихтенберг († 1369). През 1335 г. Лудвиг III разделя наследството между своя син и наследник Хайнрих IV († 1393) и племенника си Симон (Симунд).

## Фамилия
Симон (Симунд) се жени пр. 28 декември 1344 г. за Аделхайд фон Хелфенщайн († сл. 1383), дъщеря на граф Улрих IV фон Хелфенщайн († 1326) и Агнес фон Вюртемберг († 1373), дъщеря на граф Улрих фон Вюртемберг († 1315) и Ирмгард (Мехтилд) фон Хоенберг († 1315) и правнучка на Еберхард I (граф на Вюртемберг). Те имат осем деца:
- Аделхайд (* 1353; † 1379), омъжена през 1373 г. за маркграф Рудолф III фон Хахберг-Заузенберг (* 1343; † 8 февруари 1428)
- Лудвиг (* 9/19 ноември 1356; † 6 декември 1356)
- Йохан IV (* 20 декември 1349; † 23 август 1405), женен за графиня Лорета фон Цвайбрюкен-Бич (* пр. 1370; † сл. 31 октомври 1406), дъщеря на граф Симон I фон Цвайбрюкен-Бич († 1355) и третата му съпруга Агнес фон Лихтенберг († пр. 1378), дъщеря на Йохан II фон Лихтенберг
- Симунд (* 8 февруари 1361; † сл. 1419)
- Улрих (* 18 май 1358; † сл. 1395)
- Метца († сл. 1390)
- Агнес (* пр. 1377; † сл. 1390)
- Лорета († 10 септември 1405)